# Jevpatorija
Jevpatorija (ukrajinsko Євпаторія; rusko Евпатория; krimskotatarsko Kezlev, Кезлев, grško Ευπατορία, Eupatoría) je ukrajinsko mesto regionalnega pomena na zahodnem Krimu severno od zaliva Kalamita. Jevpatorija je upravno središče Jevpatorijskega rajona. Leta 2014 je imela 105.719 prebivalcev.

## Zgodovina

### Grško naselje
Prvo zabeleženo naselje na tem območju, imenovano Kerkinitis (Κερκινίτις), so zgradili grški kolonisti okoli leta 500 pr. n. št. Kasneje je bil Kerkinitis skupaj s preostalim delom Krima  del domen kralja Mitridata VI. Evpatorja (vladal 120–63 pr. n. št.). Ime sodobnega mesta izhaja iz njegovega vzdevka Eupator ((sin) "plemenitega očeta"). 

### Obdobje Krimskega kanata
Od približno 7. do 10. stoletja n. št. je bila Jevpatorija hazarska naselbina. V hazarskem jeziku se je imenovala verjetno Güzljev (dobesedno "lepa hiša"). Kasneje je bila pod oblastjo Kumanov (Kipčakov), Mongolov in Krimskega kanata. Krimski Tatari so mesto  imenovali Kezlev, Osmanski Turki pa Gözleve. Rusko srednjeveško ime Kozlov je rusifikacija krimskotatarskega imena. V kratkem obdobje med letoma 1478 in 1485 je bilo mesto pod oblastjo  Osmanskega cesarstva. Kasneje je postal pomembno urbano središče Krimskega kanata. 
Mošeja Džuma-Džami
400 let stara mošeja Džuma-Džami je ena od mnogih, ki jih je zasnoval osmanski dvorni arhitekt Mimar Sinan. Zgrajena je bila v letih 1552-1564. Na bokih stavbe se dvigata 35 metrov visoka minareta. Mošeja je imela velik državni pomen. V njej so potekale slovesnosti  razglasitve pravic krimskih kanov ob njihovem ustoličenju. Kani so šele potem lahko odšli v svojo prestolnico Bahčisaraj. 
Jevpatorijske kenase
Jevpatorijske kenase so tempeljski kompleks krimskih karaitov. 
Jevpatorija je postala rezidenca Hakama, duhovnega vodje krimskih karaitov. V zvezi z njim je bil pod vodstvom bratov Rabovič zgrajen kompleks dveh molilnic, v katerih se na zelo nenavaden način prepletala renesančni in islamski arhitekturni slog. Kompleks organsko vključuje tri dvorišča. Vhod vanj zaznamujejo vrata, zgrajena leta 1900, ki imajo videz prefinjenega slavoloka. 

### Rusko obdobje
Leta 1783 je Kezlev skupaj s preostalim Krimom zasedel Ruski imperij. Njegovo ime je bilo leta 1784 uradno spremenjeno v Jevpatorijo. Pod tem imenom je postala konec 18. stoletja znana tudi v drugih evropskih jezikih. 
Mesto je leta 1825 obiskal poljski pesnik Adam Mickiewicz in tam napisal enega od svojih Krimskih sonetov. Sonete je kasneje v ruščino prevedel Mihail Jurjevič Lermontov. 
Mesto so septembra 1854 med  krimsko vojno zasedle britanske krimske, francoske in turške čete. Njihovemu izkrcanju v zalivu Kalamita ja sledila bitka pri Almi južno od zaliva. Kasneje med vojno je postalo garnizijsko mesto osmanskih čet in prizorišče bitke pri Jevpatoriji februarja 1855. Bitka je bila največji vojaški spopad na krimskem bojišču izven območja Sevastopola. 

### Zgodovina od 1930. let
Narava je v Jevpatoriji ustvarila odlične pogoje za zdravljenje osteoartikularne tuberkuloze in drugih otroških bolezni. Leta 1933 je bilo na znanstveni konferenci v Jalti dogovorjeno, da je med vsemi  sovjetskimi letovišči najbolj primerna za organizacijo otroških letovišč. Leta 1936 je sovjetska vlada v Jevpatoriji zgradila vsezvezno otroško letovišče. Leta 1938 je bil odobren načrt splošne obnove mesta. 
Med drugo svetovno vojno so sanatorije uporabljali za vojaške bolnišnice. Do 1. julija 1945 je v Jevpatoriji delovalo 14 sanatorijev, ki so lahko sprejeli 2885 pacientov. Do 80. let dvajsetega stoletja je bilo v mestu 78 sanatorijev za 33 tisoč pacientov. Poleti je obiskalo Jevpatorijo brez namena zdravljenja približno milijon turistov. 
Danes je Jevpatorija pomembno črnomorsko pristanišče, železniško vozlišče in letovišče. Prebivalstvo v poletnih mesecih močno naraste zaradi številnih turistov s severa države. Med glavne gospodarske panoge mesta spadajo ribolov, predelavo hrane, vinarstvo, pridobivanje apnenca, tkalstvo, proizvodnja gradbenih materialov, strojev, pohištva in turizem. 
Jevpatorija ima zdravilišča z mineralno vodo ter slanimi in blatnimi jezeri. Glavni dejavniki za izboljšanje zdravja so sonce, morje, zrak, pesek, slanica in blato slanih jezer ter mineralna voda vročih vrelcev. Prebivalstvo mesta je že od nekdaj vedelo za zdravilne lastnosti tukajšnjega blata, o čemer pričajo zapisi rimskega učenjaka Plinija starejšega  (okoli 80 pr. n. št.).

## V Ukrajini
Krim in z njim Jevpatorija je postala del Ukrajinske sovjetske socialistične republike
26. aprila 1954. To odločitev je sprejel takratni predsednik ZSSR Nikita Hruščov, po narodnosti Ukrajinec, ob 300. obletnici Perejaslavskega sporazuma, s katerim je Ukrajina prišla pod rusko oblast.
24. decembra 2008 je eksplozija plina uničila petnadstropno stavbo v mestu. Ubitih je bilo 27 ljudi. Predsednik Ukrajine Viktor Juščenko je 26. december razglasil za dan nacionalnega žalovanja.
Maja 2010 sta bili dve plaži v Jevpatoriji nagrajeni z modro zastavo. Za dvema plažama na Jalti sta bili drugi v Skupnosti neodvisnih držav.
Leta 2014 je mesto Jevpatorija s celotnim polotokom Krimom zasedla Rusija. Generalna skupščina ZN je obsodila rusko zasedbo in aneksijo označila za začasno okupacijo dela ukrajinskega  ozemlja.

## Demografija
Po popisu prebivalstva v Krimskem zveznem okrožju je imela Jevpatorija 14. oktobra 2014  105.719 prebivalcev. V samem mestu je takrat živelo 88,6% omenjenih prebivalcev. Na vrhuncu poletne sezone se populacija večkrat poveča, saj pride v mesto vsako leto na počitek in zdravljenje od 700 do 900 tisoč ljudi.

### Narodnostna sestava
Po popisu prebivalstva leta 2014 je imela Jevpatorija naslednjo narodnostno sestavo:
| Narodnost      | Število | %        | % od opredeljenih |
| -------------- | ------- | -------- | ----------------- |
| Opredeljeni    | 101694  | 96,19 %  | 100,00 %          |
| Rusi           | 75129   | 71,06 %  | 73,88 %           |
| Ukrajinci      | 14134   | 13,37 %  | 13,90 %           |
| Krimski Tatari | 6677    | 6,32 %   | 6,57 %            |
| Tatari         | 1627    | 1,54 %   | 1,60 %            |
| Belorusi       | 1052    | 1,00 %   | 1,03 %            |
| Armenci        | 716     | 0,68 %   | 0,70 %            |
| Judje          | 289     | 0,27 %   | 0,28 %            |
| Azerbajdžanci  | 174     | 0,16 %   | 0,17 %            |
| Poljaki        | 139     | 0,13 %   | 0,14 %            |
| Korejci        | 139     | 0,13 %   | 0,14 %            |
| Karaimi        | 130     | 0,12 %   | 0,13 %            |
| Romi           | 127     | 0,12 %   | 0,12 %            |
| Uzbeki         | 125     | 0,12 %   | 0,12 %            |
| Moldavci       | 104     | 0,10 %   | 0,10 %            |
| Nemci          | 104     | 0,10 %   | 0,10 %            |
| Grki           | 94      | 0,09 %   | 0,09 %            |
| Gruzijci       | 78      | 0,07 %   | 0,08 %            |
| Čuvaši         | 73      | 0,07 %   | 0,07 %            |
| Tadžiki        | 61      | 0,06 %   | 0,06 %            |
| Bolgari        | 61      | 0,06 %   | 0,06 %            |
| Mordvini       | 55      | 0,05 %   | 0,05 %            |
| Drugi          | 606     | 0,57 %   | 0,60 %            |
| Neopredeljeni  | 4025    | 3,81 %   |                   |
| Skupaj         | 105719  | 100,00 % |                   |

## Asteroida 6489 in 24648
Asteroid 6489 se imenuje Golevka. Leta 1995 so ga istočasno preučevali v treh observatorijih: radarskem observatoriju Goldstone v Kaliforniji,  z radijskim teleskopom Eupatoria RT-70 v Jevpatoriji in Kašimi na Japonskem. Ime asteroida je sestavljeno iz začetnih črk imen observatorijev: Gol-Ev-Ka.  
Asteroid 24648 Evpatoria sta 19. septembra 1985 odkrila Nikolaj Černih in Ljudmile Černih na Krimskem astrofizičnem observatoriju in ga poimenovala po Jevpatoriji.

## Pobratena mesta
| Grb | Mesto                   | Država      | Od   |
| --- | ----------------------- | ----------- | ---- |
|     | Joanina                 | Grčija      | 1989 |
|     | Figueira da Foz         | Portugalska | 1989 |
|     | Ludwigsburg             | Nemčija     | 1992 |
|     | Zakintos                | Grčija      | 2002 |
|     | Ostrowiec Świętokrzyski | Poljska     | 2004 |
|     | Krasnogorski rajon      | Rusija      | 2006 |
|     | Lambie                  | Grčija      | 2009 |
|     | Belgorod                | Rusija      | 2010 |

## Galerija
- Središče mesta
- Odun-Bazar-Kapusu - rekonstruiran stolp srednjeveškega Kezleva
- Vrt Karaitske kenase
- Črnomorska plaža v Jevpatoriji
- Ristanišče
- Spomenik krimskemu tatarskemu pesniku Omerju Gezleviju
- Zlata plaža na Črnem morju
- Jezero Moinaki
- Jezero Moinaki
- Terapevtsko blato

## Opomba
1. ↑  Mesto leži na polotoku Krimu, ki je mednarodno priznan kot del Ukrajine, vendar od leta 2014 pod rusko okupacijo. Po upravno-teritorialni razdelitvi Ukrajine sta na Krimu Avtonomna republika Krim in mesto s posebnim statusom Sevastopol. Rusija ju zdaj šteje za zvezna subjekta Ruske federacije kot  Republika Krim in zvezno mesto Sevastopol.